# Cheumatopsyche minuscula
Cheumatopsyche minuscula là một loài Trichoptera trong họ Hydropsychidae. Chúng phân bố ở miền Tân bắc.